# 李向陽 (嘉靖進士)
李向陽（1534年—？年），字忠卿，號葵菴，四川雅州人，軍籍，治《易經》，明朝政治人物。

## 生平
嘉靖三十七年（1558年）戊午科四川鄉試第五十名舉人。嘉靖三十八年（1559年）中式己未科會試第二百八十三名，三甲第一百九十四名進士。歷禮部儀制司郎中，出为福建延平府知府。隆慶五年（1571年）調松江府知府，又调武昌知府，万历五年（1577年）三月官至河南提學副使，七年九月巡按御史苏民望弹劾其狥情玩法，任气作威，命革任回籍。

## 家族
曾祖李惠；祖父李俸；父李印。前母陳氏；前母李氏；馬氏；繼母楊氏。